# 小田俊与
小田 俊与（小田 俊與、おだ としよ、1907年〈明治40年〉1月20日 - 不詳）は、沖縄県（自称は広島県）出身の洋画家、彫刻家、作詞家、政治ゴロ、反核運動家、特殊株主。『世界タイムス』『全東京新聞』発行人、『政治大学校』参与、『東北･北海道開発期成会』会長。日本選挙史上最多の立候補歴を誇る。「選挙魔」の異名があった。

## 概要
山下新太郎（文化功労者）に師事し、第一美術協会会員として芸術活動を展開しながら詩人・作詞家としても活動。その傍ら、日中戦争期より地元沖縄で右翼運動を活発化し、上京後は出版界で軍部の意を受けた世論工作を展開。1942年頃には『日本新國策研究所主宰』の肩書きで東條英機の取り巻きをしていたといい、東條や近衛文麿を英雄視し礼讃する著書や、戦時歌謡（下記）を数多く手掛けている。
実兄はアナーキスト出身で、戦前に沖縄県選出の衆議院議員（社会大衆党）を務めた小田榮。戦後、榮はGHQから公職追放となる。俊与はその解除後の1951年（昭和26年）4月の東京都知事選挙を端緒に、ゲリラ的選挙闘争を開始。全国主要都市の首長選挙のみならず国政選挙や、供託金制度がなかった昭和20〜30年代の各地の町村長選挙に至るまで、願書を書留速達郵便で予告なく送り付け、抜き打ち的かつ五月雨式に連続立候補した。
しかし、立候補はするものの具体的な選挙運動を行わないばかりか、現地に姿すら現さぬ場合がほとんどであった。地方自治体の長の選挙では当該地方自治体の住民でなくても立候補はできたが、住民ではないために選挙権はなく、候補者である小田が自分自身に投票できず、実際には得票数0の場合さえあった。国政選挙においては、まだ非合法のレッテルが抜け切らなかった日本共産党や、小田と同じゲリラ選挙闘争手法を用いた肥後亨より得票したこともあった。
したがっておおむね、候補者が定数内で無投票当選が予定されて安閑としていた地方自治体に、突然の選挙実施にかかる費用と労苦、そして混乱を強いるのみの結果に終始していたがゆえに、原水爆反対という高邁で一貫した主張にもかかわらず、「幽霊候補」と呼ばれ関係者からは白眼視されていたという。
その一方で、小田自身は泡沫候補と呼ばれることに強い抵抗感を抱いており、小田の出馬行動を批判的に書いた地方・地元新聞を、訴訟を匂わす発言をするなどして脅しをかけたこともある。
これらの行為に対して当時は明確な禁止規定に欠け、通信手段も未発達だったため、未然に却下できなかった掛け持ち出馬分までも含めると、累計立候補回数は500余にのぼった。この闇雲とも言える小田の無投票阻止・売名目的の無差別連続立候補活動は国会の場でも問題化し、1964年に立候補の届出は郵送を禁止し、選挙管理委員会への直接持ち込みに限定する旨の公職選挙法改正の一因になった。
特殊株主としても著名で、日本航空を執拗に糾弾する紙爆弾を発行していた。その影響かは不明だが、世界タイムス社の事務所であった品川区のマンション一室の扉に、銃弾が撃ち込まれたことがあった。一時期、本籍を静岡市内に置いており、また昭和末期の総会屋稼業時の発行冊子所在地は、函南町にあった。詩人としての活動も続け、詩集「覚えはない」などの散文詩集を発表している。

## 主な選挙歴
国政選挙
| 選挙           | 選挙区        | 政党                                                                           | 得票       | 惜敗率    | 順位    | 備考 |
| -------------- | ------------- | ------------------------------------------------------------------------------ | ---------- | --------- | ------- | --- |
| 1951年参院補選 | 大阪府選挙区  | 諸派                                                                           | 6,127      | （0.02%） | 6/6     | |
| 1951年衆院補選 | 旧東京都第6区 | 諸派                                                                           | 1,121      | （0.09%） | 12/13   | |
| 1952年参院補選 | 静岡県選挙区  | 社会民主党                                                                     | 23,798     | 6.43%     | 4/4     | |
| 1952年衆院選   | 旧静岡県第1区 | 日本社会民主党                                                                 | 6,609      | 13.59%    | 12/12   | |
| 1953年参院選   | 全国区        | 社会民主党                                                                     | 22,668     | 14.19%    | 197/234 | |
| 1955年衆院選   | 旧静岡県第1区 | 無所属                                                                         | 5,901      | 10.35%    | 10/13   | |
| 1956年参院選   | 全国区        | 水爆禁止十字軍                                                                 | 29,923.252 | 12.43%    | 137/150 | 兄の小田天界も 『日本国民党』から出馬                                                                                                 |
| 1957年参院補選 | 大阪府選挙区  | 諸派                                                                           | 7,574      | （0.01%） | 7/8     | 「小田としよ」名義 |
| 1958年衆院選   | 旧東京都第1区 | 世界連邦促進、戦争防止、 水爆禁止、死の灰禍対策、 国民生活安定、人道主政治連盟 | 1,809      | 2.02%     | 9/13    | |
| 1959年参院選   | 全国区        | 人道主義政治連盟                                                               | 47,521     | 17.85%    | 91/123  | 小田つる子（東京） 伊藤義志蔵（神奈川） 山岡周平（静岡） 植本武夫（三重） 小田スエ（鳥取） 飯塚孫士（愛媛） の6候補を同連盟公認で擁立 |
| 1959年参院補選 | 山形県選挙区  | 人道主義政治連盟                                                               | 5,985      | （0.02%） | 3/5     | |
| 1959年参院補選 | 兵庫県選挙区  | 人道主義政治連盟                                                               | 16,309     | （0.02%） | 3/4     | |
| 1960年衆院選   | 旧東京都第1区 | 自由民主党新人連盟                                                             | 1,074.02   | 1.27%     | 8/22    | |
| 1962年参院選   | 全国区        | 米生産者価格引上期成会                                                         | 51,240     | 13.60%    | 82/107  | |
| 1963年衆院選   | 旧静岡県第1区 | 無所属                                                                         | 1,483      | 1.88%     | 9/9     | |
| 1965年参院選   | 全国区        | 無所属                                                                         | 21,679     | 4.93%     | 88/99   | |
| 1967年衆院選   | 旧東京都第1区 | 無所属                                                                         | 537        | （0.88%） | 10/12   | |
| 1968年参院選   | 千葉県選挙区  | 無所属                                                                         | 12,028     | 4.44%     | 7/7     | |
| 1971年参院選   | 静岡県選挙区  | 公害から県民を守る会                                                           | 16,975     | 4.21%     | 5/5     | |
| 1972年参院補選 | 静岡県選挙区  | 無所属                                                                         | 75,326     | 9.17%     | 5/5     | |
| 1974年参院選   | 静岡県選挙区  | 無所属                                                                         | 18,783     | 4.25%     | 7/7     | |
| 1976年衆院選   | 旧東京都第1区 | 無所属                                                                         | 480        | 1.04%     | 7/9     | |

首長選挙
| 選挙               | 政党                                                                           | 得票   | 惜敗率 | 順位 | 備考 |
| ------------------ | ------------------------------------------------------------------------------ | ------ | ------ | ---- | ---- |
| 1951年東京都知事選 | 社会民主党                                                                     | 24,601 | 1.72%  | 4/6  |      |
| 1955年静岡県知事選 | 無所属                                                                         | 60,992 | 8.34%  | 3/3  |      |
| 1955年東京都知事選 | 無所属                                                                         | 27,908 | 2.13%  | 3/7  |      |
| 1958年栗東町長選   | 世界連邦促進、戦争防止、 水爆禁止、死の灰禍対策、 国民生活安定、人道主政治連盟 | 43     | 1.11%  | 3/3  |      |
| 1959年静岡県知事選 | 世界連邦促進、戦争防止、 水爆禁止、死の灰禍対策、 国民生活安定、人道主政治連盟 | 31,482 | 4.40%  | 3/3  |      |
| 1959年宮城県知事選 | 人道主政治連盟                                                                 | 3,564  | -      | -    |      |
| 1959年北海道知事選 | 世界連邦促進、戦争防止、 水爆禁止、死の灰禍対策、 国民生活安定、人道主政治連盟 | 13,370 | -      | -    |      |
| 1960年加悦町長選   | 無所属                                                                         | 34     | -      | -    |      |
| 1960年南幌町長選   | 無所属                                                                         | -      | -      | 2/2  |      |
| 1960年埼玉県知事選 | 人道主義政治連盟                                                               | 5,746  | 1.32%  | 4/6  |      |
| 1960年群馬県知事選 | 人道主義政治連盟                                                               | 7,062  | 1.76%  | 4/4  |      |
| 1960年富山県知事選 | 自由民主農民党                                                                 | 5,106  | 1.79%  | 3/4  |      |
| 1961年新潟県知事選 | 無所属                                                                         | 5,512  | 0.99%  | 3/3  |      |
| 1962年京都市長選   | 無所属                                                                         | 2,506  | 0.63%  | 3/3  |      |
| 1963年東京都知事選 | 無所属                                                                         | 6,168  | 0.27%  | 9/13 |      |
| 1964年埼玉県知事選 | 国民総株主運動                                                                 | 9,341  | 1.89%  | 3/3  |      |
| 1964年山口県知事選 | 国民総株主運動                                                                 | 37,305 | -      | -    |      |
| 1971年静岡県知事選 | 無所属                                                                         | 24,535 | 2.67%  | 3/3  |      |

## 小田が主宰した政治団体
- 新興日本主義國民運動沖縄聯盟
- 皇国日本党 → 皇国日本運動本部
- 社会民主党[注 7]
- 日本社会民主党
- 自由民主農民党
- 国民総株主運動
- 人道主義政治連盟
- 世界連邦促進、戦争防止、水爆禁止、死の灰禍対策、国民生活安定、人道主義政治連盟
- 水爆禁止十字軍
- 米生産者価格引上期成会
- 公害から県民を守る会
- 大日本独立青年党（参加、清水亘の項参照）

## 著書
- 『沖繩振興計畫とは如何なるものか』 振興沖繩新聞社、1932年12月
- 『翼賛運動と近衛公』 俊平書房、1940年
- 『近衛新體制の全貌 - 高度國防國家建設 東亞生命圏確立』皇國日本新聞社、1940年
- 『聖戰劃帳 戰ふ東條首相』 博文館新社、1943年4月
- 『ヒューマニズム詩集 覚えはない アイクとマレンコフへ』太陽出版社、1953年
- 『日航の安全運航の確立・乱脈無能経営に行革を 株主総会質問演説の草案』世界タイムス社、1983年

## 作詞
- 『カチヌケニッポン』（勝ち抜け日本）、『センセンノオホミコトノリ』（宣戦の大詔） - 山田耕筰作曲、日蓄兒童合唱團歌唱
- 『ウントツクロ』（うんと作ろ）、『コウサイカヒマシヨ』（公債買いましょ） - 山口保治作曲、日蓄兒童合唱團歌唱
- 『東條兵團』『宣戰の大詔を拝し奉りて』 - 大村能章作曲
- 『ボクラノトウジヨウサン』（僕等の東條さん） - 佐々木すぐる作曲、高橋祐子歌唱
- 『ニツポンバンザイ』（日本万歳） - 弘田龍太郎作曲、竹村明代歌唱
- 『ニツポンバンザイ』（日本万歳） - 古關裕而作曲、狩谷和子歌唱
- 『ススメ一オク』（進め1億） - 弘田龍太郎作曲、日蓄兒童合唱團歌唱
- 『ツルハシセンシ』（鶴嘴戦士）、『スパイヨウジン』（スパイ用心） - 弘田龍太郎作曲、竹内邦子・日蓄兒童合唱團歌唱
- 『シナジヘン』（支那事変） - 古關裕而作曲、狩谷和子歌唱
- 『撃ちして止まむ』 - 古關裕而作曲、霧島昇歌唱
- 『カチイクサ』（勝ち戦） - 山本芳樹作曲、望月節子・日蓄兒童合唱團歌唱
- 『ニクイベイエイ』（憎い米英） - 山本芳樹作曲、高橋悦子・日蓄兒童合唱團歌唱
- 『シンジユワンコウゲキ』（真珠湾攻撃） - 海軍軍樂隊作曲、伊藤武雄・日蓄兒童合唱團歌唱
- 『マライセンキ』（マライ戦記） - 陸軍軍樂隊作曲、望月節子歌唱
- 『ミノリノアキ』（稔りの秋） - 服部良一作曲、日蓄兒童合唱團歌唱
- 『セカイノヨアケ』（世界の夜明け） - 長谷基孝作曲、望月節子・日蓄兒童合唱團歌唱

## 家族
- 小田榮　元社会大衆党衆議院議員　兄
- 小田ひかる（二代目小田天界）　『全東京新聞』発行人、作詞家、日本歌謡芸術協会理事長　甥（榮の息子）
- 小田天児[11]　プロサーファー　甥（榮の息子）